# Lac Ludaš
Le lac Ludaš (en serbe : Лудашко језеро et Ludaško jezero ; en hongrois : Ludasi-tó) est un lac de Serbie situé dans la province autonome de Voïvodine près de Subotica.
Le lac Ludaš tire son nom du mot hongrois ludas, qui signifie l'« oie ». Il fait partie des réserves naturelles du pays et est classé par l'Union internationale pour la conservation de la nature en catégorie Ia[réf. nécessaire]. Depuis 1977, il est inscrit sur la liste des sites Ramsar pour la conservation et l'utilisation durable des zones humides.

## Géographie

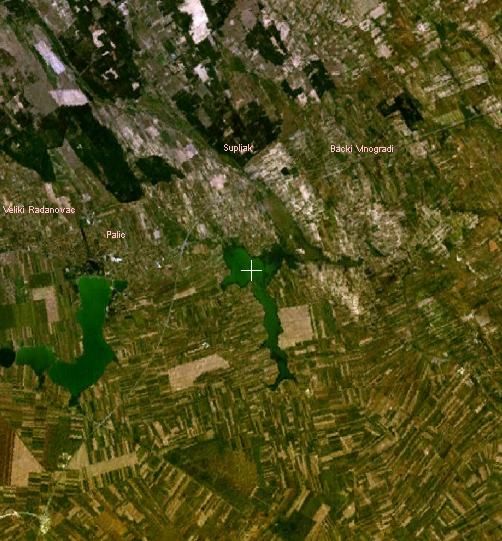
Vue satellitaire du lac Ludaš

Le lac Ludaš se trouve à 12 km au sud-est de Subotica et à 10 km de la route européenne E75, près des villages de Šupljak et de Hajdukovo. Il mesure environ 4,5 km de long et s'étend dans une direction nord-sud. Il est situé sur un terrain sablonneux entre les le Danube et la Tisa, à la limite du plateau de la région de la Bačka. Sa partie septentrionale, plus large, est marécageuse, tandis que sa partie méridionale est enfoncée dans le lœss, avec des rives qui mesurent de 3 à 4 m de haut. Le fond du lac est constitué d'une étanche couche d'argile, recouverte de boue. L'eau du lac est peu profonde, avec une profondeur moyenne d'1 m et qui, par endroits, peut atteindre 2,25 m. Le lac est gelé pendant trois mois de l'année et, en été, ses eaux peuvent atteindre une température de 30 °C.
Le lac est d'origine éolienne et son lit s'est formée il y a environ 1 million d'années, à un moment où les vents ont dispersé les dunes de sable le long du plateau argileux. Avant que le système hydrologique du secteur n'ait été régulé, le lac était un marécage, alimenté par la pluie et par quelques ruisseaux, dont le Kereš, qui drainait ensuite ses eaux jusque dans la Tisa. Aujourd'hui, le lac reçoit également un apport en eau des canaux de Palić-Ludaš et de la Bega.

## Biodiversité et protection de l’environnement
Le lac Ludaš et ses environs offrent des habitats diversifiés, des milieux aquatiques, comme le lac lui-même et les marécages alentour, mais aussi des prairies et des steppes. De ce fait, la région abrite un nombre important d'espèces végétales et animales.

### Flore

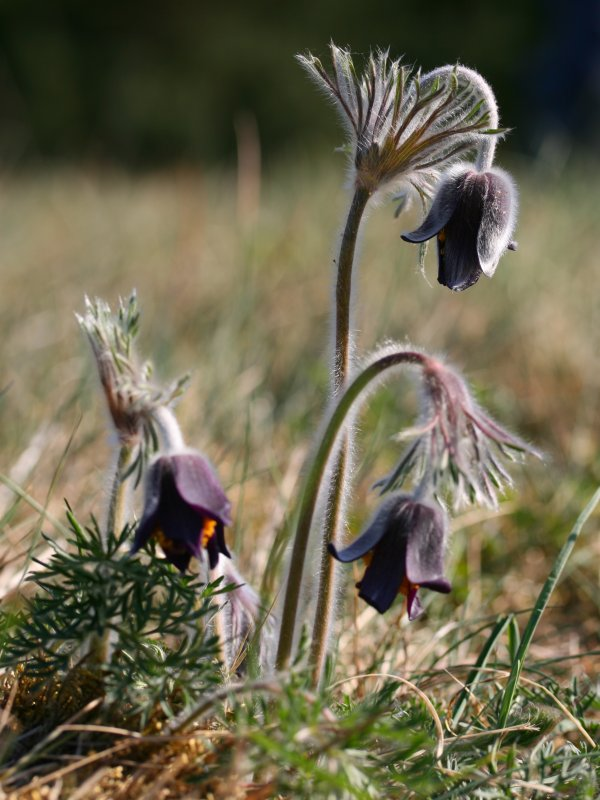
La pulsatille des prés

Parmi les espaces remarquables, on peut citer une espèce protégée d'orchidée, l'orchis à fleurs lâches (Orchis laxiflora), répandue dans les prairies qui entourent le lac. Plusieurs autres plantes se rencontrent au bord du lac, parmi lesquelles on peut citer plusieurs espèces rares d'astragale (Astragalus exscapus), de sauge (Salvia austriaca), de pervenche (Vinca herbacea) ou de sénéçon (Senecio doria), tout comme la pulsatille des prés (Pulsatilla pratensis).

### Faune

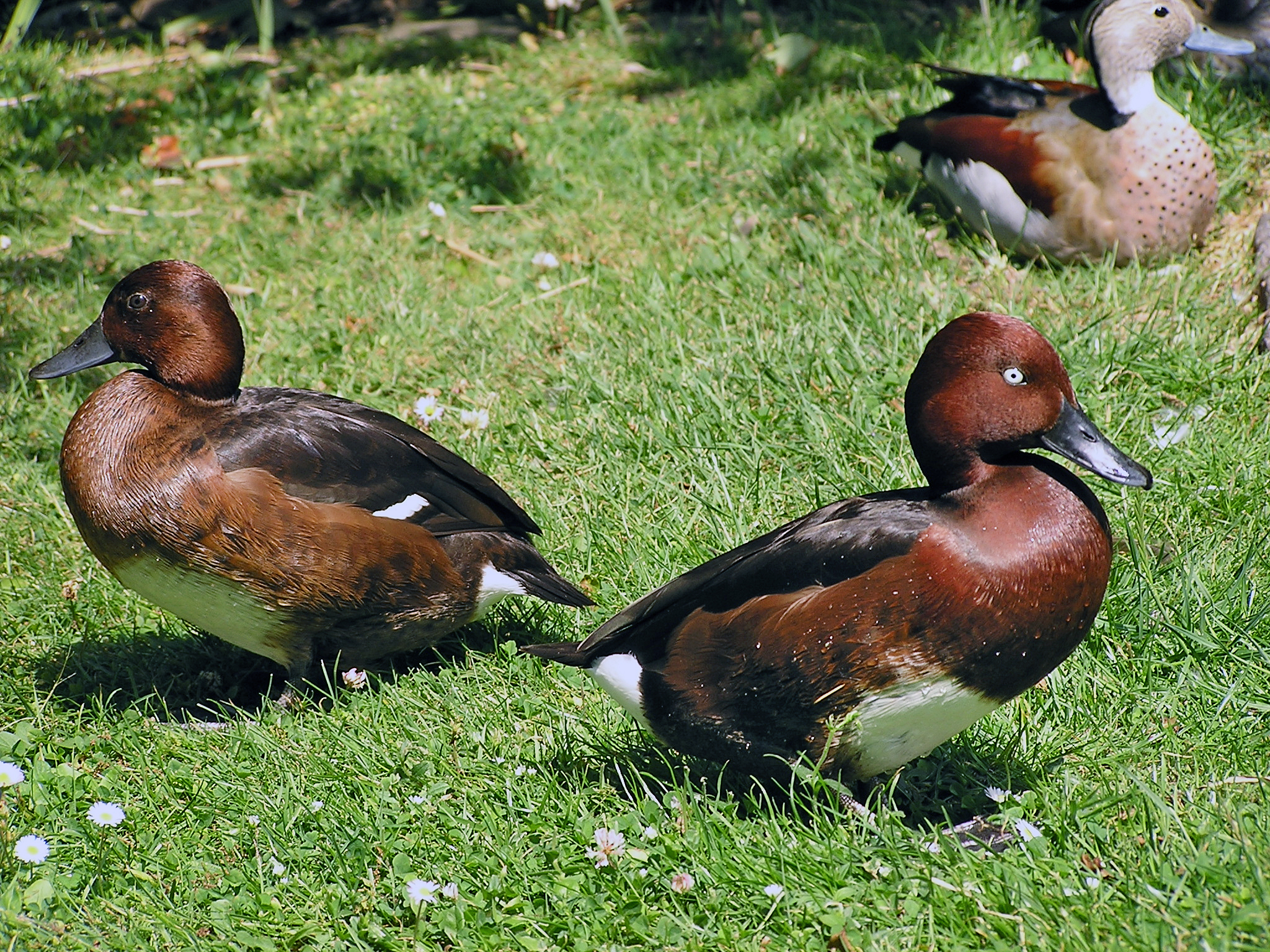
Le fuligule nyroca

La faune terrestre compte environ 20 espèces, parmi lesquelles la loutre d'Europe est une espèce presque menacée.
Les abords du lac abritent 214 espèces enregistrées d'oiseaux, pour une bonne part migrateurs. Parmi ces 214 espèces, 140 sont protégées en raison de leur rareté. La richesse de l'avifaune a constitué une des motifs principaux de la protection environnementale du secteur. Parmi ces oiseaux, on peut signaler la mésange à moustaches (Panurus biarmicus) ou encore l'érismature à tête blanche (Oxyura leucocephala), le fuligule milouin (Aythya ferina), le fuligule nyroca (Aythya nyroca), la Lusciniole à moustaches (Acrocephalus melanopogon) et l'hirondelle de rivage (Riparia riparia), qui figurent sur la Liste rouge de l'UICN. Le lac accueille également plusieurs espèces de hérons, comme le héron pourpré (Ardea purpurea), le blongios nain (Ixobrychus minutus) et le crabier chevelu (Ardeola ralloides). On y trouve aussi la sarcelle d'été (Anas querquedula) et, parmi les rapaces, le faucon crécerelle (Falco tinnunculus), le faucon kobez (Falco vespertinus) et le busard des roseaux (Circus aeruginosus). D'autres oiseaux fréquentent aussi le lac et sa région, comme le râle d'eau (Rallus aquaticus)), le râle des genêts (Crex crex), la marouette poussin (Porzana parva), la marouette de Baillon (Porzana pusilla), la mouette mélanocéphale (Larus melanocephalus), la guifette moustac (Chlidonias hybrida) et la guifette noire (Childonias niger). On y rencontre encore la rousserolle effarvatte (Acrocephalus scirpaceus), la rousserolle turdoïde (Acrocephalus arundinaceus), la rousserolle verderolle (Acrocephalus palustris), la locustelle fluviatile (Locustella fluviatilis), et la locustelle luscinioïde (Locustella luscinioides) ou encore la pie-grièche à poitrine rose (Lanius minor) et le guêpier d'Europe (Merops apiaster),.

### Protection
Les premières mesures de protection environnementale du lac Ludaš ont été prises en 1955 et, en 1958, un secteur couvrant une superficie de 633 hectares a été désignée comme réserve natuerlle intégrale. En 1982, il a été intégré au parc naturel régional de Palić-Ludaš, qui a été divisé en deux parties lors de la construction de la route européenne E75 en 1991. Le 28 mars 1977, le site a été officiellement inscrit sur la liste des sites Ramsar pour la conservation et l'utilisation durable des zones humides et, en 1989, le lac et ses environs ont été reconnus comme une zone importante pour la conservation des oiseaux (ZICO).